# Pat McDonald (atleet)
Patrick Joseph (Pat) McDonald (Killard, 26 juli 1878 - New York, 16 mei 1954) was een Amerikaans atleet.

## Loopbaan
McDonald werd geboren in het Ierse Killard. Later emigreerde hij naar de Verenigde Staten. Hij won tijdens de Olympische Zomerspelen 1912 in het Zweedse Stockholm de gouden medaille bij het kogelstoten. Bij het kogelstoten met beiden handen behaalde hij de zilveren medaille achter zijn landgenoot Ralph Rose. Acht jaar later won McDonald de gouden medaille bij het gewichtwerpen tijdens de Olympische Zomerspelen 1920. Tijdens deze spelen was hij de vlaggendrager tijdens de openingsceremonie.

## Persoonlijke records
| Onderdeel   | Prestatie | Datum |
| ----------- | --------- | ----- |
| kogelstoten | 15,34 m   | 1912  |

## Belangrijkste prestaties

### Kogelstoten
| Jaar | Wedstrijd | Plaats | Afstand |
| ---- | --------- | ------ | ------- |
| 1912 | OS        | Goud   | 15,34 m |
| 1920 | OS        | 4e     | 14,08 m |

### Kogelstoten twee handen
| Jaar | Wedstrijd | Plaats | Afstand                                  |
| ---- | --------- | ------ | ---------------------------------------- |
| 1912 | OS        | Zilver | 15,08 m (rechts) 12,45 m (links) 27,53 m |

### Gewichtwerpen
| Jaar | Wedstrijd | Plaats | Afstand  |
| ---- | --------- | ------ | -------- |
| 1920 | OS        | Goud   | 11,265 m |